# 壮年
壮年（そうねん）とは、働き盛りで、とくに社会的に重責を担う、人生あるいは年齢・時期の区分である。日本では具体的に生産年齢人口のうち、中盤から後半にかけての年齢層に相当する。まれに「働き盛り」とは思えないような年齢層を指し、老年、つまり高齢者の言い換え語として故意に、あるいは誤って用いることがある。逆に生産年齢人口のうち、前半から中盤にかけてを指すこともある。したがって一般には40代以上65歳未満、あるいは25歳以上40台未満まで、広くは生産年齢人口に相当するすべての世代を指す。

## ユングの学説

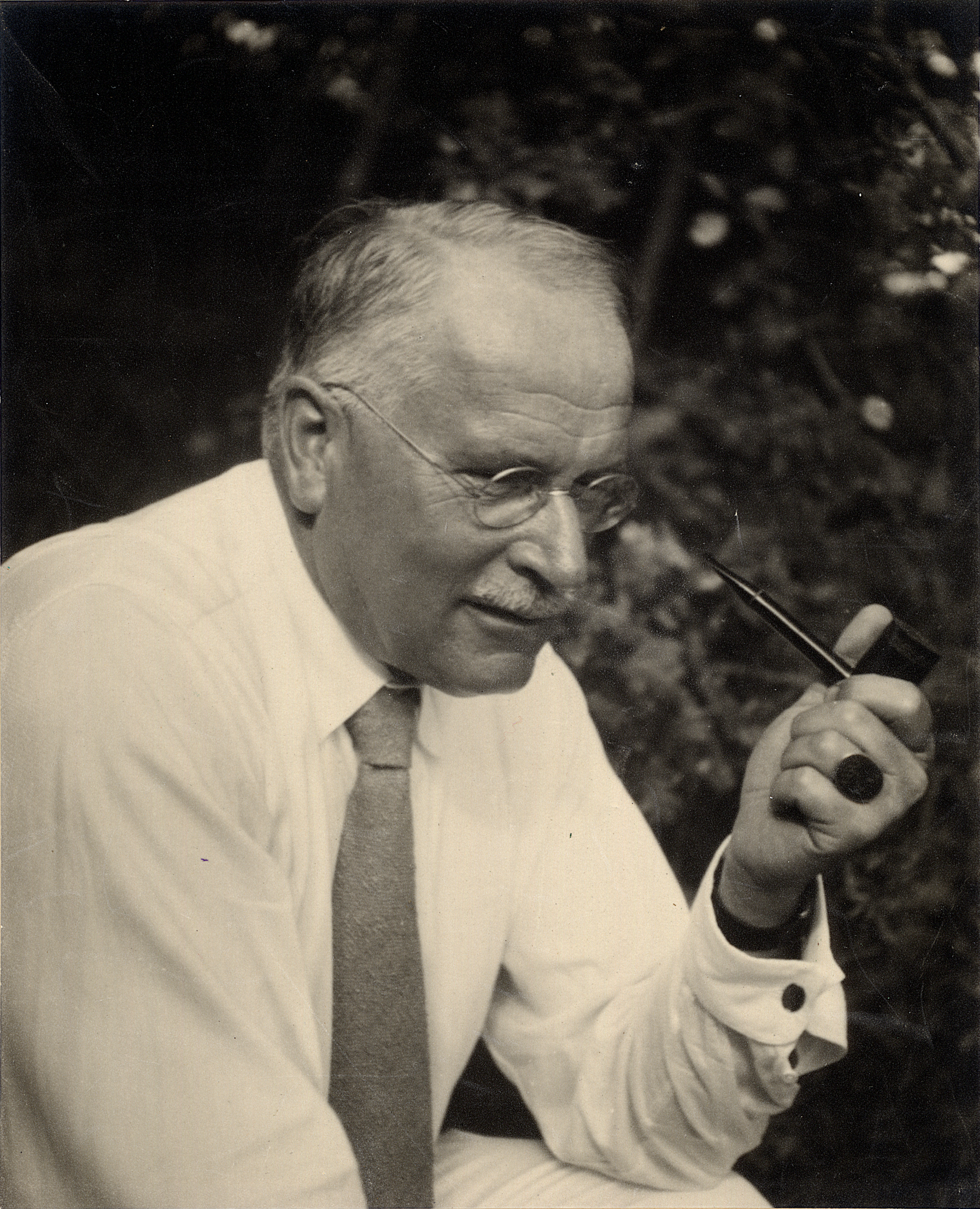
壮年期のカール・グスタフ・ユング

カール・グスタフ・ユングは、人生を少年期、青年期、壮年期、老年期の4つに分けた。ユングは壮年期について内的価値に関心が向かう時期と位置づけた。
なお、その後の学説ではエリク・H・エリクソンがライフサイクルの発達段階として8つに区分し、乳児期、幼児前期、幼児後期、児童期、青年期、成人前期、成人後期、老年期を設定した。また、ダニエル・レヴィンソンはライフサイクルを生活構造の発展として未成年期、成人前期、中年期、老年期、晩年期の5つに分けた。これらの学説では壮年期は用いられていない。

## 統計上の壮年期
現在は時代の推移・変化と共に、30代後半からを壮年期ということが多い。内閣府では25〜39歳を壮年期としている。市区町村では40〜64歳が比較的用いられている。
過去には、厚生労働省の提言『健康日本21』の資料では、幼年期0〜4歳、少年期5〜14歳、青年期15〜24歳、壮年期25〜44歳、中年期45〜64歳、高年期65歳以上という区分をしており、高齢期の74歳までを前期高年期、75歳以上は中後期高年期と区分していた。